# Mistrzostwa Świata w Zapasach 2019
Mistrzostwa Świata w Zapasach 2019 odbyły się w dniach 14–22 września w Kazachstanie w Nur-Sułtan, w Barys Arena.

## Reprezentacja Polski[2]
(27 walk wygranych, 26 przegranych)
- Tadeusz Michalik, Roksana Zasina i Jowita Wrzesień wywalczyli kwalifikację olimpijską do Tokio 2020.

### kobiety
- styl wolny
  - Iwona Matkowska (WZS WKS Grunwald Poznań) – 17m. (50 kg) * W 1/16 wygrała z Caroliną Castillo z Wenezueli, a w 1/8 przegrała z Yuki Irie z Japonii.
  - Roksana Zasina (ZTA Zgierz) – 5m. (53 kg) * W 1/16 wygrała z Dianą Weicker z Kanady, a w 1/8 przegrała z Pak Yong-mi z Korei Północnej. W repasażach wygrała z Iulią Leordą z Mołdawii i Kubanką Lienną Montero. W pojedynku o 3 miejsce przegrała z Pang Qianyu z Chin.
  - Anna Łukasiak (AZS-AWF Warszawa) – 8m. (55 kg) * W 1/8 wygrała z Australijką Irene Symeonidis, a w ćwierćfinale przegrała z Mariną Siedniewą z Kazachstanu.
  - Jowita Wrzesień (CSiR Dąbrowa Górnicza) – 5m. (57 kg) * W 1/16 wygrała z Sarą Lindborg ze Szwecji, w 1/8 z Arianną Carieri z Włoch, w 1/4 z Giullią Penalber z Brazylii, a w półfinale przegrała z Rong Ningning z Chin. W pojedynku o 3 miejsce przegrała z Iryną Kuraczkiną z Białorusi.
  - Katarzyna Mądrowska (LKS Feniks Pesta Stargard) – 32m. (62 kg) * W 1/16 przegrała z Nathaly Grimán z Wenezueli.
  - Agnieszka Wieszczek-Kordus (WZS WKS Grunwald Poznań) – 8m. (68 kg) * W 1/16 wygrała z Luz Clarą Vázquez z Argentyny i w 1/8 z Iriną Kaziuliną z Kazachstanu. W 1/4 przegrała z Anną Schell z Niemiec.
  - Daria Palińska (Agros Żary) – 12m. (76 kg) * W 1/16 wygrała z Kubanką Milaimys Marín, a w 1/8 przegrała z Ukrainką z Ałłą Belinśką.

### mężczyźni
- styl klasyczny
  - Michał Tracz (Śląsk Wrocław) – 34m. (60 kg) * W 1/16 przegrał z Razvanem Arnautu z Rumunii.
  - Gework Sahakian (Cartusia Kartuzy) – 7m. (67 kg) * W 1/16 wygrał z Danielem Soinim ze Szwecji, w 1/8 z Litwinem Edgarasem Venckaitisem. W ćwierćfinale przegrał z Egipcjaninem Muhammadem as-Sajjidem.
  - Mateusz Bernatek (AKS Piotrków Trybunalski) – 13m. (72 kg) * W 1/16 wygrał z Cengizem Arslanem ze Turcji, a w 1/8 przegrał z Malkhasem Amoyanem z Armenii.
  - Edgar Babayan (Sobieski Poznań) – 18m. (77 kg) * W 1/16 wygrał z Romanem Zhernovetskim z Izraela. W 1/8 przegrał z Alexem Kessidisem ze Szwedem i w repasażu z Danielem Cataragą z Mołdawii.
  - Arkadiusz Kułynycz (Olimpijczyk Radom) – 17m. (87 kg) * W 1/32 wygrał z Rami Hietaniemim z Finlandii, a w 1/16 przegrał z Rosjaninem Aleksandrem Komarowem.
  - Tadeusz Michalik (Sobieski Poznań) – 5m. (97 kg) * W 1/16 wygrał z Lee Se-yeolem z Korei Południowej i w 1/8 ze Szwedem Pontusem Lundem. W ćwierćfinale przegrał z Musą Jewłojewem z Rosji. W repasażu pokonał Jahongira Turdiyeva z Uzbekistanu, a w pojedynku o brązowy medal uległ reprezentantowi Serbii Micheilowi Kadżaii.
  - Rafał Krajewski (Legia Warszawa) – 30m. (130 kg) * W 1/16 przegrał z Kirgizem Muratem Ramonowem.
- styl wolny
  - Krzysztof Bieńkowski (AKS Białogard) – 30m. (65 kg) * W przegrał 1/16 z Bajrangiem Kumarem z Indii.
  - Magomedmurad Gadżijew (AKS Piotrków Trybunalski) – 3m. (70 kg) * W 1/16 z wygrał z Gandzorigijnem Mandachnaranem z Mongolii, w 1/8 z Jamesem Greenem z USA, w 1/4 z Adamem Batirowem z Bahrajnu. W półfinale przegrał z Dawidem Bajewem z Rosji, a w pojedynku o brązowy medal wygrał z Zurabim Iakobiszwilim z Gruzji.
  - Kamil Rybicki (LKS Mazowsze Teresin) – 7m. (74 kg) * W 1/16 wygrał z Sami Rabim z Egiptu, a w 1/8 przegrał z Zaurbiekiem Sidakowem z Rosji. W repasażu wygrał z Meksykaninem Victorem Hernandezem i przegrał z Mao Okuim z Japonii.
  - Andrzej Sokalski (ZKS Slavia Ruda Śląska) – 17m. (79 kg) * W 1/16 przegrał z Dmitrijem Tkachenko z Ukrainy.
  - Zbigniew Baranowski (AKS Białogard) – 20m. (86 kg) * W 1/32 wygrał z Orgodolynem Üjtümenem z Mongolii i w 1/16 przegrał z Jamesem Downeyem z USA.
  - Radosław Baran (WZS WKS Grunwald Poznań) – 25m. (97 kg) * W 1/16 przegrał z Magomiedem Ibragimowem z Uzbekistanu.
  - Robert Baran (LKS Ceramik Krotoszyn) – 14m. (125 kg) * W 1/16 wygrał z Kanadyjczykiem Koreyem Jarvisem, a w 1/8 przegrał z Deng Zhiweiem z Chin.

Barys Arena

## Klasyfikacja medalowa
Gospodarz zawodów został zaznaczony kolorem.
| Miejsce | Kraj               | Złoto | Srebro | Brąz | Razem |
| 1       | Rosja              | 9     | 5      | 5    | 19    |
| 2       | Stany Zjednoczone  | 5     | 0      | 2    | 7     |
| 3       | Gruzja             | 4     | 0      | 2    | 6     |
| 4       | Japonia            | 3     | 3      | 3    | 9     |
| 5       | Azerbejdżan        | 1     | 3      | 2    | 6     |
| 6       | Turcja             | 1     | 2      | 1    | 4     |
| .       | Ukraina            | 1     | 2      | 1    | 4     |
| 8       | Iran               | 1     | 1      | 5    | 7     |
| 9       | Węgry              | 1     | 1      | 2    | 4     |
| 10      | Kuba               | 1     | 1      | 0    | 2     |
| 11      | Kanada             | 1     | 0      | 0    | 1     |
| .       | Kirgistan          | 1     | 0      | 0    | 1     |
| .       | Korea Północna     | 1     | 0      | 0    | 1     |
| 14      | Kazachstan         | 0     | 3      | 5    | 8     |
| 15      | Szwecja            | 0     | 2      | 1    | 3     |
| 16      | Chiny              | 0     | 1      | 6    | 7     |
| 17      | Indie              | 0     | 1      | 4    | 5     |
| 18      | Uzbekistan         | 0     | 1      | 2    | 3     |
| 19      | Armenia            | 0     | 1      | 1    | 2     |
| .       | Bułgaria           | 0     | 1      | 1    | 2     |
| 21      | Włochy             | 0     | 1      | 0    | 1     |
| .       | Rumunia            | 0     | 1      | 0    | 1     |
| 23      | Niemcy             | 0     | 0      | 4    | 4     |
| 24      | Mongolia           | 0     | 0      | 3    | 3     |
| 25      | Estonia            | 0     | 0      | 2    | 2     |
| .       | Serbia             | 0     | 0      | 2    | 2     |
| 27      | Białoruś           | 0     | 0      | 1    | 1     |
| .       | Nigeria            | 0     | 0      | 1    | 1     |
| .       | Macedonia Północna | 0     | 0      | 1    | 1     |
| .       | Polska             | 0     | 0      | 1    | 1     |
| .       | Słowacja           | 0     | 0      | 1    | 1     |
| .       | Szwajcaria         | 0     | 0      | 1    | 1     |
| Razem   | Razem              | 30    | 30     | 60   | 120   |

## Rezultaty
- Wytłuszczonym tekstem zaznaczono kategorie, które zostaną rozegrane na turnieju olimpijskim w Tokio 2020.

### Mężczyźni

#### Styl klasyczny
| Konkurencja         | Złoto             | Srebro              | Brąz                                      |
| Kategoria do 55 kg  | Nugzari Curcumia  | Chorłan Żakansza    | Eldəniz Əzizli Shota Ogawa                |
| Kategoria do 60 kg  | Ken’ichirō Fumita | Siergiej Jemielin   | Mejrambek Ajnagułow Ali Reza Nejati       |
| Kategoria do 63 kg  | Shinobu Ōta       | Stiepan Marianian   | Ałmat Kiebispajew Slawik Galystian        |
| Kategoria do 67 kg  | Ismael Borrero    | Artiom Surkow       | Mate Nemeš Frank Stäbler                  |
| Kategoria do 72 kg  | Abujazid Mancygow | Aram Vardanyan      | Ajk Mnacakanian Bálint Korpási            |
| Kategoria do 77 kg  | Tamás Lőrincz     | Alexandros Kessidis | Mohammadali Garaji Jalgasbay Berdimuratov |
| Kategoria do 82 kg  | Lasza Gobadze     | Rafiq Hüseynov      | Sa’id Abdewali Qian Haitao                |
| Kategoria do 87 kg  | Żan Bełeniuk      | Viktor Lőrincz      | Denis Kudla Rustam Assakałow              |
| Kategoria do 97 kg  | Musa Jewłojew     | Artur Aleksanian    | Cenk İldem Micheil Kadżaia                |
| Kategoria do 130 kg | Rıza Kayaalp      | Óscar Pino          | Heiki Nabi Iakobi Kadżaia                 |

#### Styl wolny
| Konkurencja         | Złoto                 | Srebro                | Brąz                                      |
| Kategoria do 57 kg  | Zawur Ugujew          | Süleyman Atlı         | Artas Sanaa Ravi Kumar                    |
| Kategoria do 61 kg  | Beka Lomtadze         | Magomiedrasuł Idrisow | Behnam Ehsanpur Rahul Aware               |
| Kategoria do 65 kg  | Gadżymurad Raszydow   | Daulet Nijazbiekow    | Bajrang Kumar Ismaił Musukajew            |
| Kategoria do 70 kg  | Dawid Bajew           | Nurkoża Kajpanow      | Magomedmurad Gadżijew Junes Emamiczoghaji |
| Kategoria do 74 kg  | Zaurbiek Sidakow      | Frank Chamizo         | Danijar Kajsanow Jordan Burroughs         |
| Kategoria do 79 kg  | Kyle Dake             | Cəbrayıl Həsənov      | Tajmuraz Sałkazanow Gadżi Nabijew         |
| Kategoria do 86 kg  | Hasan Jazdani         | Deepak Punia          | Artur Najfonow Stefan Reichmuth           |
| Kategoria do 92 kg  | J’den Cox             | Alireza Karimi        | Irakli Mcituri Alichan Żabraiłow          |
| Kategoria do 97 kg  | Abdułraszyd Sadułajew | Şərif Şərifov         | Kyle Snyder Magomedgadji Nurov            |
| Kategoria do 125 kg | Geno Petriaszwili     | Taha Akgül            | Ołeksandr Chocianiwski Deng Zhiwei        |

- Brązowi medaliści, Xasanboy Raximov z Uzbekistanu (125 kg) i Zelimkhan Khadjiev z Francji (74 kg), zostali zdyskwalifikowani z powodu dopingu[3].

### Kobiety

#### Styl wolny
| Konkurencja        | Złoto              | Srebro               | Brąz                                      |
| Kategoria do 50 kg | Marija Stadnik     | Alina Vuc            | Walentina Isłamowa Jekatierina Poleszczuk |
| Kategoria do 53 kg | Pak Yong-mi        | Mayu Mukaida         | Vinesh Phogat Pang Qianyu                 |
| Kategoria do 55 kg | Jacarra Winchester | Nanami Irie          | Olga Choroszawcewa Bolortuyaa Bat-Ochiryn |
| Kategoria do 57 kg | Risako Kawai       | Rong Ningning        | Odunayo Adekuoroye Iryna Kuraczkina       |
| Kategoria do 59 kg | Linda Morais       | Lubow Owczarowa      | Baatardżawyn Szoowdor Pei Xingru          |
| Kategoria do 62 kg | Ajsułuu Tynybekowa | Tajbe Jusein Mustafa | Henna Johansson Yukako Kawai              |
| Kategoria do 65 kg | Inna Trażukowa     | Iryna Koladenko      | Wang Xiaoqian Elis Manołowa               |
| Kategoria do 68 kg | Tamyra Mensah      | Jenny Fransson       | Sorondzonboldyn Batceceg Anna Schell      |
| Kategoria do 72 kg | Natalja Worobjowa  | Alina Bereżna        | Masako Furuichi Pa Liha                   |
| Kategoria do 76 kg | Adeline Gray       | Hiroe Minagawa       | Aline Focken Epp Mäe                      |